# Ōnan
Ōnan (邑南町, Ōnan-chō) est un bourg du district d'Ōchi, dans la préfecture de Shimane, au Japon.

## Géographie

### Démographie
Au 1er mai 2015, la population d'Ōnan s'élevait à 11 093 habitants répartis sur une superficie de 419,29 km2.

## Histoire
La création du bourg d'Ōnan date de 2004 après la fusion de des anciens bourgs d'Iwami et Mizuho avec le village de Hasumi.